# Sergio Castelletti
Sergio Castelletti (Casale Monferrato, 30 dicembre 1937 – Firenze, 28 novembre 2004) è stato un calciatore e allenatore di calcio italiano, di ruolo difensore.

## Carriera

### Giocatore

Castelletti (a sinistra) con i compagni della Lazio Zanetti e Carosi.

Sergio Castelletti, terzino sinistro, mosse i suoi primi passi da calciatore nella natìa Casale Monferrato dapprima all'Oratorio Salesiano Valentino e in seguito con la maglia del Casale in cui esordì a livello giovanile nella stagione 1953-1954. Passato nelle giovanili del Torino, a diciannove anni avvenne l'esordio nella massima serie per i colori del Torino. L'avventura in granata durò una sola stagione e nel 1957 Castelletti tornò di nuovo in Serie C, nel Vigevano, per disputarvi una stagione in prestito.
Nel 1958 venne acquistato dalla Fiorentina che lo schierò assieme al suo conterraneo Enzo Robotti nel proprio reparto arretrato formando una coppia difensiva (con alle spalle dapprima Sarti e poi, quando questi passò all'Inter, Albertosi) che venne riproposta anche in maglia azzurra, con la quale Castelletti disputò 7 incontri. Con la Fiorentina vinse 2 Coppe Italia, una Coppa delle Coppe e una Coppa Mitropa e perse le finali di Coppa delle Coppe 1961-1962, Coppa Mitropa 1965, Coppa Italia 1958 e Coppa Italia 1959-1960.
Fu ceduto nel 1966 alla Lazio e quindi alla Massese. Castelletti concluse la sua carriera di calciatore nella Ternana nel 1971.

### Allenatore
Ha intrapreso la carriera da allenatore nelle serie minori e nelle giovanili della Fiorentina.

## Statistiche

### Cronologia presenze e reti in nazionale
| Cronologia completa delle presenze e delle reti in nazionale ― Italia | Cronologia completa delle presenze e delle reti in nazionale ― Italia | Cronologia completa delle presenze e delle reti in nazionale ― Italia | Cronologia completa delle presenze e delle reti in nazionale ― Italia | Cronologia completa delle presenze e delle reti in nazionale ― Italia | Cronologia completa delle presenze e delle reti in nazionale ― Italia | Cronologia completa delle presenze e delle reti in nazionale ― Italia | Cronologia completa delle presenze e delle reti in nazionale ― Italia |
| Data                                                                  | Città                                                                 | In casa                                                               | Risultato                                                             | Ospiti                                                                | Competizione                                                          | Reti                                                                  | Note                                                                  |
| --------------------------------------------------------------------- | --------------------------------------------------------------------- | --------------------------------------------------------------------- | --------------------------------------------------------------------- | --------------------------------------------------------------------- | --------------------------------------------------------------------- | --------------------------------------------------------------------- | --------------------------------------------------------------------- |
| 13-12-1958                                                            | Genova                                                                | Italia                                                                | 1 – 1                                                                 | Cecoslovacchia                                                        | Coppa Internazionale                                                  | -                                                                     |                                                                       |
| 28-2-1959                                                             | Roma                                                                  | Italia                                                                | 1 – 1                                                                 | Spagna                                                                | Amichevole                                                            | -                                                                     |                                                                       |
| 6-5-1959                                                              | Londra                                                                | Inghilterra                                                           | 2 – 2                                                                 | Italia                                                                | Amichevole                                                            | -                                                                     |                                                                       |
| 1-11-1959                                                             | Praga                                                                 | Cecoslovacchia                                                        | 2 – 1                                                                 | Italia                                                                | Coppa Internazionale                                                  | -                                                                     |                                                                       |
| 10-12-1960                                                            | Napoli                                                                | Italia                                                                | 1 – 2                                                                 | Austria                                                               | Amichevole                                                            | -                                                                     |                                                                       |
| 24-5-1961                                                             | Roma                                                                  | Italia                                                                | 2 – 3                                                                 | Inghilterra                                                           | Amichevole                                                            | -                                                                     |                                                                       |
| 13-5-1962                                                             | Bruxelles                                                             | Belgio                                                                | 1 – 3                                                                 | Italia                                                                | Amichevole                                                            | -                                                                     |                                                                       |
| Totale                                                                |                                                                       | Presenze                                                              | 7                                                                     |                                                                       | Reti                                                                  | 0                                                                     |                                                                       |

## Palmarès

### Giocatore

#### Competizioni nazionali
- Coppa Italia: 2

Fiorentina: 1960-1961, 1965-1966

#### Competizioni internazionali
- Coppa delle Coppe: 1

Fiorentina: 1960-1961
- Coppa Mitropa: 1

Fiorentina: 1966
- Coppa dell'Amicizia italo-francese: 1

Fiorentina: 1960
- Coppa delle Alpi: 1

Fiorentina: 1961